# Au cœur de l'acteur
Pour plus de détails, voir Fiche technique et Distribution.
Au cœur de l'acteur est un documentaire français réalisé par Antoine Benoit, sorti en 2008 et distribué en DVD le 20 avril 2009.

## Synopsis
Le film suit l'acteur Philippe Torreton dans son travail de comédien dans la pièce d'Alexandre Griboeidov Du Malheur d'avoir de l'esprit, créée en mars 2007 au Théâtre national de Chaillot. Engagement sur scène et engagement politique, le documentaire nous entraîne aussi dans la campagne présidentielle à laquelle Philippe Torreton participa activement.

## Fiche technique
- Titre : Au cœur de l'acteur
- Réalisation : Antoine Benoit
- Producteur : Dominique Crèvecœur
- Société de production : Bandonéon Films
- Photographie : Dominique Crèvecœur
- Montage : Cédric Defert
- Son : Julien Ngo-Trong
- Genre : documentaire
- Pays :  France
- Langue : français
- Date de sortie : 2008

## Distribution
- Philippe Torreton